# Рождественка (Чановский район)
Рождественка — посёлок в Чановском районе Новосибирской области. Входит в состав Тебисского сельсовета.

## География
Площадь посёлка — 49 гектаров.

## Население
| 2002 | 2007 | 2010 |
| ---- | ---- | ---- |
| 361  | ↘355 | →355 |

## Инфраструктура
В посёлке по данным на 2007 год функционируют 1 учреждение здравоохранения и 1 учреждение образования.